# 野外洗濯セット
野外洗濯セット（やがいせんたくセット）とは、陸上自衛隊の需品科装備で、後方支援連隊補給隊などに配備されている。
後継器は1998年度（平成10年度）納入開始の野外洗濯セット2型。

## 特徴
野外洗濯セットは、文字通り野外において隊員の個人被服の洗濯、脱水から乾燥までの一連の工程を同時かつ軽易に実施できる装備である。構成としては、洗濯機、脱水機、給水ポンプ、発電機が1tトレーラ上に搭載され、乾燥機はトレーラを牽引する73式大型トラックの後部に積載される。一見するとトレーラ部は野外炊具と見間違え易い形状をしている。

## 諸元・性能
- トレーラ搭載機材
  - 洗濯機 （回転ドラム式電動機逆転方式、作業服約20着洗濯可）
  - 脱水機 （筒式自動調心遠心分離式、作業服約14着脱水可）
  - 給水ポンプ
  - 発電機
- 乾燥室
  - 乾燥機本体（天幕型折りたたみ式、作業服42着収容可、乾燥時間約30分）
  - 熱風発生炉
  - バーナー
  - 発電機
  - 送風機
- 付属品
  - 作業台
  - ザル
  - 収納箱
  - 工具箱

## 製作
- 伸誠商事、小川テント